# HiperLAN
HiperLan je evropski standard koji omogućava digitalni prenos podataka i veliku brzinu bežične komunikacije. Ovaj
standard je definisan od strane Evropskog instituta za telekomunikacione standarde (eng. ETSI).

## Način rada
Radio talasi se koriste umesto kabla kao prenosni medijum za povezivanje stanice i radio prenos se montira na radio stanicu kao dodatak i bazna stanica mora da se instalira odvojeno. Maksimalna brzina prenosa podataka za korisnika zavisi od udaljenosti komunikacione stanice sa kratkim rastojanjem (najmanje 50 metara) , asihronim prenosom podataka i brzina prenosa od 20Mbit/s, postiže se prenos podataka u udaljenosti od 800 metara.Takođe podržava i sinhroni prenos podataka sa radnom frekfencijom od 5GHz.
Standard služi da obezbedi moguću propustljivost između opreme, bežične komunikacije različitih proizvođača. HiperLan pokriva fizički sloj i MAK  (eng. MAC) deo sloja veze OSI referentnog modela. Najbitniji deo je novi podsloj koji se zove kanal pristupa i kontrole (eng. CAC). Ovaj podsloj bavi se zahtevom pristupa kanalima. Ostvarivanje zahteva zavisi od upotrebe kanala i prioriteta zahteva. Kodira prioritetne izvore i druge funkcije u jednu, promenljivu, dužinu radio impulsa koja prethodi paketu prenosa podataka. MAK deo sloja veza definiše protokole za rutiranje, bezbednost i uštedu energije. Takođe omogućava prenos podataka na gornjim slojevima.
HiperLan ne dolazi u sukob sa mikrotalasnim i drugim kućnim uređajima, koji imaju radnu frekfenciju od 2,4GHz.Jedna od karakteristika, koje mnoge druge bežične mreže ne nude, je sposobnost da prosledi pakete podataka pomoću  nekoliko releja. Radi očuvanja energije, čvor ima mogućnost da uspostavi posebne obrasce buđenja. Ovaj obrazac određuje u koje vreme je čvor spreman da primi paket, tako da u drugim prilikama, čvor može da isključi svoj prijemnik i tako uštedi energiju. Ne podržava prelazak s jedne bazne stanice na drugu tj. primporedaju.
Komunikacioni aspekti:
1. Zahteva fiksnu infrastrukturu međumrežnog prolaza.
2. Radio modem PCMCIA se uklapa u slot računara.
3. Nije potreban zahtev bazne stanice.
4. Podržava prenos jedan ka jedan (eng. Peer to peer).
5. Podržava usluge vremenskog ograničenja (eng. Time-bounded).

### Primopredaja
Primorpedaja (eng. Handover) je kada se mobilni terminal kreće izvan zone pokrivanja svoje bazne stanice tj. kada se udaljava od prijemnog opsega bazne stanice, predajnik sa druge bazne stanice mora da pojača svoj signal kako bi prihvatio mobilni terminal. Kada se opet desi da dodje do kraja bazne stanice ponovo se ponavlja isti proces. Jako je bitno da dfprenos bude jako kvalitetan bez smetnji da ne bi došlo do pucanja veze. Što je kvalitet bolji, prenos će biti manje primetan od strane korisnika.

## Neuspeh na tržištu
Zbog konkurencije od međunarodne organizacije IEEE koja je stvorila jednostavniji i efikasniji način koja nosi oznaku IEEE 802.11. HiperLan nikada nije dobio veliku komercijalnu primenu. Veće samo jedan deo ove tehnologije je iskorišćen za kreiranje IEEE 802.11. HiperLan je trebalo da bude kratkog dometa tehnologije jedan ka jedan (eng. Peer to peer) sa brzinom prenosa 155Mbit/s.

## Spoljašne veze
- Званична страница компаније IEEE
- Званична страница компаније ETSI